# Scatopsciara curvilinea
Scatopsciara curvilinea är en tvåvingeart som först beskrevs av Franz Lengersdorf 1934.  Scatopsciara curvilinea ingår i släktet Scatopsciara och familjen sorgmyggor.
Artens utbredningsområde är Israel. Inga underarter finns listade i Catalogue of Life.